# Peter Monteverdi
Peter Monteverdi (7. června 1934, Binningen – 4. července 1998, tamtéž) byl švýcarský podnikatel, automobilový závodník a zakladatel firmy Monteverdi.

## Život
Peterův otec měl v Binningenu malou dílnu na opravy automobilů. A tak se už v dětství Peter zajímal o automobily. Po ukončení základní školy absolvoval praxi u firmy Vevey vyrábějící traktory. Poté se čtyři roky učil automechanikem u výrobce nákladních automobilů, firmy Adolph Saurer AG v Arbonu. V 17 letech postavil Peter z havarovaného vozu značky Fiat sportovní vůz s vlastním rámem a karosérií – Monteverdi Special.
Po smrti svého otce převzal Peter jeho dílnu, kde uplatnil své znalosti a obchodnický talent. Dílna i obchod vzkvétal a Monteverdi se stal pro následujících 11 let prodejcem vozů značek Ferrari, Lancia a dalších. V období let 1965 až 1975 byl také oficiálním partnerem BMW.
Od roku 1952 vyráběl automobily pod vlastním jménem a o čtyři roky později zahájil výrobu závodních vozů pod značkou Monteverdi Binningen Motors. Nejprve zkonstruoval vozy pro sérii závodů Formule Junior, které exportoval do mnoha zemí. Produkce vozů MBM se i nadále soustředila na sportovní vozy a vozy GT, vyráběné v malých sériích. Automobily si kupovali znalci a milovníci rychlých vozů ve Švýcarsku i zahraničí. Po výstavě v Londýně zájem o vozy Monteverdi velmi vzrostl. V roce 1961 zkonstruoval Monteverdi první švýcarský monopost pro závody Formule 1. Prostory dílny už však výrobě nevyhovovaly a firma musela rozšířit výrobní prostory.
Od roku 1966 se společnost věnovala opět vývoji exkluzivního vozu s velkým výkonem. Na podzim následujícího roku byl ve Frankfurtu představen úspěšný typ Monteverdi High Speed 375S. Muselo následovat další rozšíření výrobních prostor, výroba tak byla přeložena do nově postavené továrny. V roce 1982 byla výroba vozů Monteverdi v Binningenu zastavena a přestavěné prostory továrny slouží od roku 1985 muzeu Monteverdi Car Collection. Ve stejném roce vznikl i Monteverdi Club.
V roce 1990 se Monteverdi ještě jednou pokusil vrátit do závodů Formule 1. Koupil tým Formule 1 Onyx, poté co se Onyx dostal do finančních potíží. Jeho příspěvek však nedovedl odvrátit zánik této stáje. Na bázi připravovaného monopostu však vznikl úspěšný sportovní Monteverdi Hai 650F1, poslední vyráběný typ značky.

## Externí odkazy

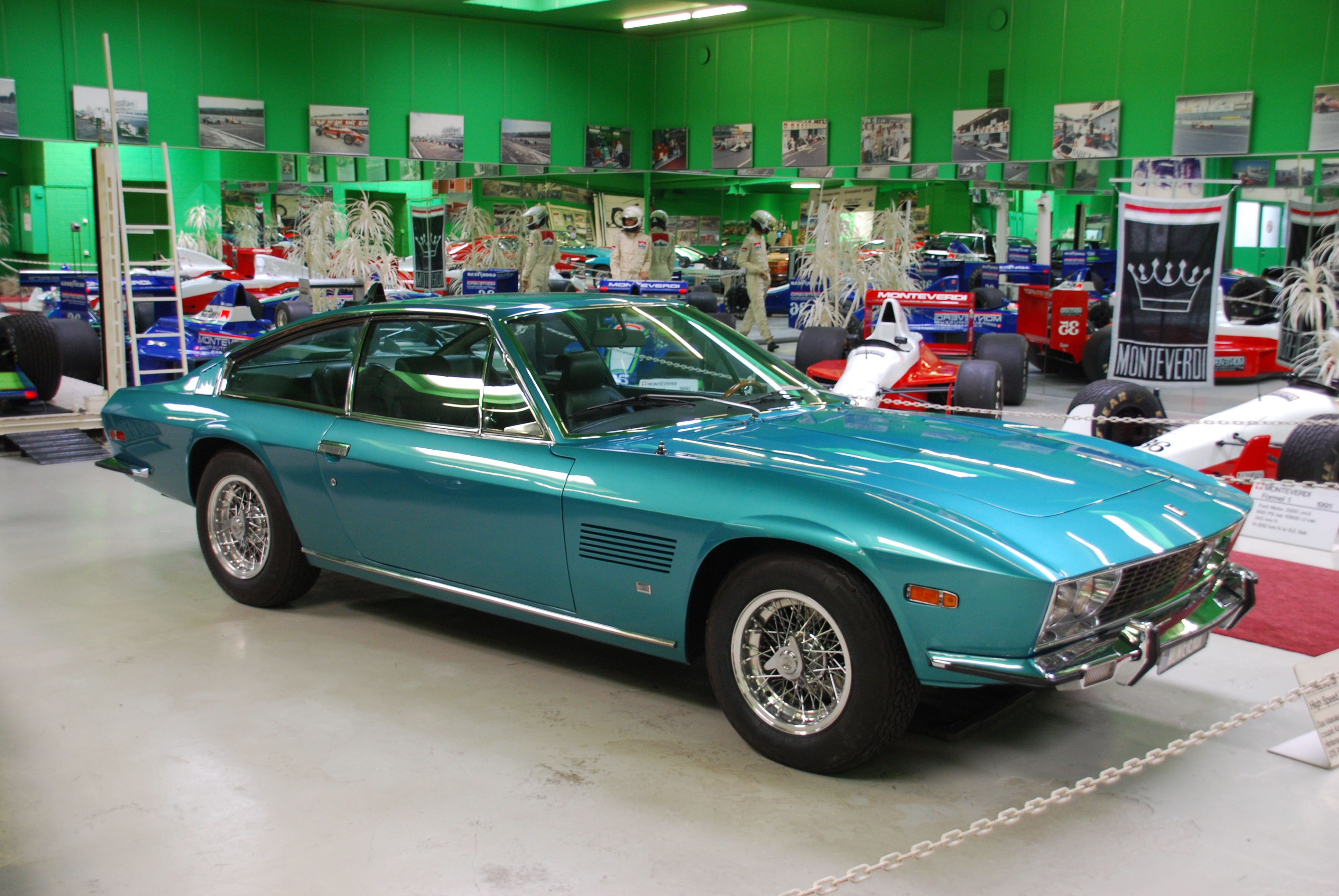
Nejznámější model Monteverdi, High Speed 375/L